# Danneel Harris
Elta Danneel Graul, cunoscută mai bine ca Danneel Harris, (n. 18 martie 1979, Lafayette, Louisiana) este o actriță și model americană. Ea este cel mai bine cunoscută pentru rolurile sale ca Shannon McBain în One Life to Live și Rachel Gatina în One Tree Hill.

## Biografie
Danneel Harris s-a născut în Lafayette, Louisiana. Numele de Elta l-a primit de la străbunica ei dar, folosește al doilea său nume, Danneel. Mai tîrziu, Danneel s-a mutat în Los Angeles și a început cariera sa de actriță.

## Cariera
Înainte de a juca în filme, Danneel a lucrat în companiile Big Sexy Hair și Juicy Jeans. Mai tîrziu, a început să se filmeze în publicitate.
Printre roluri sale fac parte filmele: Ten Inch Hero, Fired Up, Mardi Gras, The Back-up Plan, The Roommate și seriale: One Life to Live, Joey și One Tree Hill.
Danneel este profesionistă în gimnastică și în muzică. Ea cântă la pian și cântă.

## Viața personală
La 15 mai 2010 s-a căsătorit cu actorul american Jensen Ackles, în Dallas, Texas.La 7 ianuarie,2013 cuplul a confirmat că sunt în așteptarea primului lor copil.Fiica lor Justice Jay "JJ" Ackles s-a născut la 30 mai 2013.